# NGC 6170
NGC 6170 في الفهرس العام الجديد، هي مجرة، تقع في كوكبة التنين. اكتشفت في 9 يوليو 1886 بواسطة لويس سويفت.
إن مجرة NGC 6170 هي مجرة إهليلجية تقع في كوكبة التنين. تقع مجرة NGC 6170 شمال خط الاستواء السماوي، وبالتالي يمكن رؤيتها بسهولة أكبر من نصف الكرة الشمالي. ونظرًا لقيمتها الضوئية B البالغة 14.8، يمكن رؤية مجرة NGC 6170 بمساعدة تلسكوب ذي فتحة 20 بوصة (500 مم) أو أكثر.

## روابط خارجية
- NGC 6170 على موقع ويكي سكاي: DSS2, SDSS, GALEX, IRAS, Hydrogen α, X-Ray, Astrophoto, Sky Map, Articles and images